# Nemoura tridenticula
Nemoura tridenticula is een steenvlieg uit de familie beeksteenvliegen (Nemouridae). De wetenschappelijke naam van de soort is voor het eerst geldig gepubliceerd in 2012 door Li, Wang & Yang.